# Campeonato de Fútbol del Guayas 1959
El Campeonato Guayaquileño de Fútbol de 1959 o más conocido como la Copa de Guayaquil 1959 fue la 9ª edición de los campeonatos semiprofesionales del Guayas, dicho torneo fue organizado por la ASOGUAYAS. Para esta ocasión el torneo se jugó con 7 participantes y además esta sería la última vez que se jugaría el torneo en el estadio George Capwell debido a la mala infraestructura que ya se estaba dando es por ello que la ASOGUAYAS decidió que a partir de la segunda mitad de la 1ª fase del torneo es decir los encuentros de vuelta se jugarían en el Estadio Modelo que en ese mismo año se había inaugurado además se seguiría jugando en el escenario del Emelec en algunos encuentros a excepción del cuadrangular final, entre las anécdotas del torneo esta sería la 3° ocasión que no hubiera descenso, como así el Patria se convertiría en el 3° equipo en conseguir un bicampeonato en el torneo detrás del U.D. Valdez e Emelec
El Patria obtendría por segunda vez el título mientras que el Everest obtendría su primer subcampeonato.

## Formato del Torneo
El campeonato de Guayaquil se jugara con el formato de 2 etapas y será de la siguiente manera:
Primera Etapa
En la Primera Etapa se jugaran un todos contra todos en encuentros de ida y vuelta los 4 primeros equipos logran clasificarse al cuadrangular final para definir al campeón de la temporada.
Segunda Etapa (Cuadrangular final)
Se jugaría un cuadrangular con los 4 equipos clasificados en la 1ª fase en encuentros de ida, el equipo que haya obtenido la mayor cantidad de puntos en la sumatoria de ambas etapas tanto en la 1ª como en la 2ª etapa será el nuevo campeón.

## Equipos
| Equipo       | Ciudad    | Estadio                        | Capacidad     |
| ------------ | --------- | ------------------------------ | ------------- |
| Barcelona    | Guayaquil | George Capwell Alberto Spencer | 11.000 42.000 |
| Emelec       | Guayaquil | George Capwell Alberto Spencer | 11.000 42.000 |
| Panamá S.C.  | Guayaquil | George Capwell Alberto Spencer | 11.000 42.000 |
| Patria       | Guayaquil | George Capwell Alberto Spencer | 11.000 42.000 |
| 9 de Octubre | Guayaquil | George Capwell Alberto Spencer | 11.000 42.000 |
| Everest      | Guayaquil | George Capwell Alberto Spencer | 11.000 42.000 |
| LDU          | Guayaquil | George Capwell Alberto Spencer | 11.000 42.000 |

## Primera Etapa

### Partidos y resultados
| Fecha 1      | Fecha 1   | Fecha 1          |
| Equipo Local | Resultado | Equipo Visitante |
| ------------ | --------- | ---------------- |
| Panamá       | 3-3       | 9 de Octubre     |
| Patria       | 4-2       | Barcelona        |
| Emelec       | 1-1       | Everest          |

| Fecha 2      | Fecha 2   | Fecha 2          |
| Equipo Local | Resultado | Equipo Visitante |
| ------------ | --------- | ---------------- |
| Barcelona    | 3-3       | 9 de Octubre     |
| Panamá       | 1-5       | Everest          |
| LDU(G)       | 1-2       | Emelec           |

| Fecha 3      | Fecha 3   | Fecha 3          |
| Equipo Local | Resultado | Equipo Visitante |
| ------------ | --------- | ---------------- |
| Emelec       | 6-0       | 9 de Octubre     |
| Panamá       | 1-2       | Barcelona        |
| LDU(G)       | 1-3       | Patria           |

| Fecha 4      | Fecha 4   | Fecha 4          |
| Equipo Local | Resultado | Equipo Visitante |
| ------------ | --------- | ---------------- |
| Barcelona    | 3-0       | LDU(G)           |
| 9 de octubre | 0-2       | Everest          |
| Panamá       | 0-4       | Patria           |

| Fecha 5      | Fecha 5   | Fecha 5          |
| Equipo Local | Resultado | Equipo Visitante |
| ------------ | --------- | ---------------- |
| Panamá       | 1-8       | Emelec           |
| 9 de Octubre | 0-1       | LDU(G)           |
| Everest      | 1-1       | Patria           |

| Fecha 6      | Fecha 6   | Fecha 6          |
| Equipo Local | Resultado | Equipo Visitante |
| ------------ | --------- | ---------------- |
| Barcelona    | 2-0       | Everest          |
| Patria       | 1-0       | Emelec           |
| LDU(G)       | 5-2       | Panamá           |

| Fecha 7      | Fecha 7   | Fecha 7          |
| Equipo Local | Resultado | Equipo Visitante |
| ------------ | --------- | ---------------- |
| Barcelona    | 0-5       | Emelec           |
| LDU(G)       | 0-3       | Everest          |
| 9 de Octubre | 1-1       | Patria           |

| Fecha 8      | Fecha 8   | Fecha 8          |
| Equipo Local | Resultado | Equipo Visitante |
| ------------ | --------- | ---------------- |
| Barcelona    | 2-2       | 9 de Octubre     |
| Everest      | 1-1       | Panamá           |
| Emelec       | 2-0       | LDU(G)           |

| Fecha 9      | Fecha 9   | Fecha 9          |
| Equipo Local | Resultado | Equipo Visitante |
| ------------ | --------- | ---------------- |
| Barcelona    | 0-2       | LDU(G)           |
| Everest      | 1-0       | 9 de Octubre     |
| Patria       | 5-1       | Panamá           |

| Fecha 10     | Fecha 10  | Fecha 10         |
| Equipo Local | Resultado | Equipo Visitante |
| ------------ | --------- | ---------------- |
| Barcelona    | 2-4       | Panamá           |
| Patria       | 1-1       | LDU(G)           |
| 9 de Octubre | 3-3       | Emelec           |

| Fecha 11     | Fecha 11  | Fecha 11         |
| Equipo Local | Resultado | Equipo Visitante |
| ------------ | --------- | ---------------- |
| Emelec       | 2-0       | Panamá           |
| LDU(G)       | 3-2       | 9 de Octubre     |
| Patria       | 3-3       | Everest          |

| Fecha 12     | Fecha 12  | Fecha 12         |
| Equipo Local | Resultado | Equipo Visitante |
| ------------ | --------- | ---------------- |
| Barcelona    | 2-4       | Patria           |
| Everest      | 3-2       | Emelec           |
| Panamá       | 2-1       | 9 de Octubre     |

| Fecha 13     | Fecha 13  | Fecha 13         |
| Equipo Local | Resultado | Equipo Visitante |
| ------------ | --------- | ---------------- |
| Emelec       | 2-1       | Patria           |
| Panamá       | 4-2       | LDU(G)           |
| Everest      | 1-0       | Barcelona        |

| Fecha 14     | Fecha 14  | Fecha 14         |
| Equipo Local | Resultado | Equipo Visitante |
| ------------ | --------- | ---------------- |
| Emelec       | 4-1       | Barcelona        |
| Everest      | 5-1       | LDU(G)           |
| Patria       | 6-1       | 9 de Octubre     |

#### Tabla de posiciones
| Pos | Equipo       | Pts | PJ | PG | PE | PP | GF | GC | Dif |
| --- | ------------ | --- | -- | -- | -- | -- | -- | -- | --- |
| 1º  | Patria       | 18  | 12 | 7  | 4  | 1  | 34 | 15 | +19 |
| 2º  | Everest      | 18  | 12 | 7  | 4  | 1  | 26 | 12 | +14 |
| 3º  | Emelec       | 16  | 12 | 7  | 2  | 3  | 35 | 12 | +22 |
| 4º  | LDU          | 9   | 12 | 4  | 1  | 7  | 17 | 27 | -10 |
| 5º  | Barcelona    | 8   | 12 | 3  | 2  | 7  | 19 | 30 | -11 |
| 6º  | Panamá       | 8   | 12 | 3  | 2  | 7  | 20 | 40 | -20 |
| 7º  | 9 de Octubre | 5   | 12 | 0  | 5  | 7  | 16 | 33 | -17 |

 Pts=Puntos; PJ=Partidos jugados; G=Partidos ganados; E=Partidos empatados; P=Partidos perdidos; GF=Goles a favor; GC=Goles en contra; Dif=Diferencia de gol
|  | Clasificado al cuadrangular final. |

## Cuadrangular Final

### Partidos y resultados
| Fecha 1      | Fecha 1   | Fecha 1          |
| Equipo Local | Resultado | Equipo Visitante |
| ------------ | --------- | ---------------- |
| Everest      | 3-1       | Emelec           |
| Patria       | 4-0       | LDU(G)           |

| Fecha 2      | Fecha 2   | Fecha 2          |
| Equipo Local | Resultado | Equipo Visitante |
| ------------ | --------- | ---------------- |
| Patria       | 0-0       | Everest          |
| Emelec       | 2-1       | LDU(G)           |

| Fecha 3      | Fecha 3   | Fecha 3          |
| Equipo Local | Resultado | Equipo Visitante |
| ------------ | --------- | ---------------- |
| Everest      | 4-0       | LDU(G)           |
| Patria       | 1-0       | Emelec           |

#### Tabla de posiciones
| Pos | Equipo  | Pts | PJ | PG | PE | PP | GF | GC | Dif |
| --- | ------- | --- | -- | -- | -- | -- | -- | -- | --- |
| 1º  | Patria  | 23  | 15 | 9  | 5  | 1  | 39 | 15 | +24 |
| 2º  | Everest | 23  | 15 | 9  | 5  | 1  | 33 | 13 | +20 |
| 3º  | Emelec  | 20  | 15 | 9  | 2  | 4  | 38 | 17 | +21 |
| 4º  | LDU     | 9   | 15 | 4  | 1  | 10 | 18 | 37 | -15 |

 Pts=Puntos; PJ=Partidos jugados; G=Partidos ganados; E=Partidos empatados; P=Partidos perdidos; GF=Goles a favor; GC=Goles en contra; Dif=Diferencia de gol
|  | Campeón.     |
|  | Subcampeón,. |

### Campeón
|                    |
| Patria 2.do Título |